# Виджанелло (Италия)
Виджанелло (итал. Viggianello) — коммуна в Италии, расположена в регионе Базиликата, подчиняется административному центру Потенца.
Население составляет 3489 человек, плотность населения составляет 29 чел./км². Занимает площадь 119 км². Почтовый индекс — 85040. Телефонный код — 0973.
Покровительницей коммуны почитается святая великомученица Екатерина, празднование в последнее воскресение августа и 25 ноября. 